# Campeonato Mundial de Tiro al Blanco Móvil de 1979
El V Campeonato Mundial de Tiro al Blanco Móvil se celebró en Linz (Austria) en el año 1979 bajo la organización de la Federación Internacional de Tiro Deportivo (ISSF) y la Federación Austríaca de Tiro Deportivo.

## Resultados

### Masculino
| Evento                            | Oro                               | Plata                                  | Bronce                               |
| --------------------------------- | --------------------------------- | -------------------------------------- | ------------------------------------ |
| Blanco móvil 50 m                 | Tibor Bodnár · Hungría · 579 pts. | András Doleschall · Hungría · 577 pts. | Juha Rannikko · Finlandia · 575 pts. |
| Blanco móvil 50 m (equipos)       | Finlandia · 1534                  | Hungría · 1533                         | URSS 1526                            |
| Blanco móvil mixto 50 m           | Alexandr Gazov URSS 387           | Igor Sokolov URSS 386                  | Gyula Szabó · Hungría · 385          |
| Blanco móvil mixto 50 m (equipos) | URSS 1533                         | Hungría · 1514                         | Suecia · 1508                        |

## Medallero
| Núm. | País      | Oro | Plata | Bronce | Total |
| ---- | --------- | --- | ----- | ------ | ----- |
| 1    | URSS      | 2   | 1     | 1      | 4     |
| 2    | Hungría   | 1   | 3     | 1      | 4     |
| 3    | Finlandia | 1   | 0     | 1      | 2     |
| 4    | Suecia    | 0   | 0     | 1      | 1     |
|      | TOTAL     | 4   | 4     | 4      | 12    |